# クイーンズゲイト
クイーンズゲイトは、（2006年現在）アメリカのフライング・バッファロー社が版権を持つ対戦型ゲームブック『ロストワールド』の日本展開版書籍である。出版元はホビージャパン。

## 概要
ホビージャパンと様々なブランドのキャラクター達が登場するのが大きな特徴のクロスオーバー・コラボレーション作品。
ストーリーも「異世界への門であるクイーンズゲイトによって異世界に存在するキャラクターがこの世界に現れた」という形をとっており、時代や世界観にとらわれない自由なキャラクター達が共存できる設定となっている。
本としての体裁は基本的に同じホビージャパンの『クイーンズブレイド』とほぼ同様となっているが、ここでも「それぞれ異世界の人物」であることを随所で表現している。例えば現代社会の住人であるアリスの本においてはページ内の枠線やフォントがコンピュータを連想させるようなデザインとなっているが、江戸時代が舞台の『サムライスピリッツ』の登場人物であるいろはにおいては巻物や毛筆風の表現が含まれる。
2012年6月29日を最後に刊行が途絶えている。

## ストーリー
トレジャーハンターである少女アリスが開いてしまった禁断の秘法が施された門“クイーンズゲイト”。 その中から現れたのは色んな世界の女戦士達だった！

## 刊行データ
第1シリーズ（2007年11月30日刊行）
- 門を開く者 アリス ISBN 978-4894256279

ニトロプラスとのコラボレーション作品。
- 魔法少女 虹原いんく ISBN 978-4894256286

ぱすてるインク応援団とのコラボレーション作品。
第2シリーズ（2008年4月18日刊行）
- 恩を返すもの いろは ISBN 978-4894256972

SNKプレイモアとのコラボレーション作品。
第3シリーズ（2008年10月31日刊行）
- 紅の忍 不知火舞 ISBN 978-4894257757

SNKプレイモアとのコラボレーション作品。
第4シリーズ（2009年4月30日刊行）
- 運命の子 ディズィー ISBN 978-4894258624

アークシステムワークスとのコラボレーション作品。
第5シリーズ（2009年11月28日刊行）
- 聖弓の射手 真鏡名ミナ ISBN 978-4894259645

SNKプレイモアとのコラボレーション作品。
第6シリーズ（2010年2月27日刊行）
- 運命のくノ一 かすみ ISBN 978-4798600031

テクモとのコラボレーション作品。
- 密林の守護者 チャムチャム ISBN 978-4798600048

SNKプレイモアとのコラボレーション作品。
第7シリーズ（2010年4月30日刊行）
- 格闘令嬢 リリ ISBN 978-4798600208

バンダイナムコゲームスとのコラボレーション作品。
第8シリーズ（2010年6月25日刊行）
- 赤銅の人形遣い カーチャ ISBN 978-4798600741

吉野弘幸・佐藤健悦・チャンピオンREDと、聖痕のクェイサー製作委員会とのコラボレーション作品。
- 一年A組委員長 服部 絢子 ISBN 978-4798600758

水城正太郎と、ホビージャパン・コンスタン魔術学院とのコラボレーション作品。
第9シリーズ（2010年9月30日刊行）
- 覚醒せし剣姫 柳生十兵衛 ISBN 978-4798601199

すずきあきら・Niθ・ホビージャパンと、百花繚乱パートナーズとのコラボレーション作品。
第10シリーズ（2011年3月25日刊行）
- 絡みつく孤高の刃 アイヴィー ISBN 978-4798601892

NBGIとのコラボレーション作品。
第11シリーズ（2011年4月28日刊行）
- 剣姫軍師 真田幸村 ISBN 978-4798602028

すずきあきら・Niθ・ホビージャパンと、百花繚乱パートナーズとのコラボレーション作品。
第12シリーズ（2011年8月11日刊行）
- 蒼の継承者 ノエル＝ヴァーミリオン ISBN 978-4798602721

アークシステムワークスとのコラボレーション作品。
第13シリーズ（2011年9月10日刊行）
- 神速の封刃 タキ ISBN 978-4798602936

NBGIとのコラボレーション作品。
第14シリーズ（2012年1月20日刊行）
- 蜀の武神 関羽 ISBN 978-4798603407

BaseSonとのコラボレーション作品。
第15シリーズ（2012年3月17日刊行）
- 運命に翻弄される娘 ピュラ ISBN 978-4798603728

NBGIとのコラボレーション作品。
第16シリーズ（2012年6月29日刊行）
- 美少女雀士 スーチーパイ ISBN 978-4798604169

ジャレコとのコラボレーション作品。

## 人物データ
声はゲーム機の演者。
門を開く者 アリス
声 - 植田佳奈
『クイーンズゲイト』オリジナルキャラクターで主人公的存在。世界をまたいで活躍するトレジャーハンター。少女だが、頭脳明晰で博士級の古代文明の知識を持っており、グリップ部分がダガーと一体化した二挺拳銃と尻に付いているムチを操るほか、遺跡から持ち帰ったアイテムを使って大人（ブーストVer.）に変身することもできる。
「クイーンズゲイト」を求めて行方不明になった、同じく冒険家であった母親を探しにクイーンズゲイトを探し当て、ゲイトの向こう側の世界へと旅立った。
魔法少女 虹原いんく
声 - 田村ゆかり
『萌える英単語 〜もえたん〜』のヒロイン。本作においても英語のレッスンを行っている。各ページのイラストには英単語とその単語を使用した例文が付記されているが、例文のいくつかはクイーンズブレイドのキャラクターをネタにしたものである。
なお、あくまでいんくは英会話のレッスンとして来ているため、相手の攻撃をかいくぐりながらレッスンを行なっている（いんく同士の対戦を除く）。
恩を返すもの いろは
声 - 新堂真弓
『サムライスピリッツシリーズ』からの登場人物。詳細はいろはを参照。
紅の忍 不知火舞
声 - 小清水亜美
『餓狼伝説シリーズ』及び『ザ・キング・オブ・ファイターズシリーズ』からの登場人物。詳細は不知火舞を参照。
イラストの一つである「花魁変化」は、後にフィギュア化している。また、後に2PカラーVer.も発売された。
運命の子 ディズィー
声 - 藤田佳寿恵
『GUILTY GEARシリーズ』からの登場人物。詳細はディズィーを参照。
聖弓の射手 真鏡名ミナ
声 - 田中理恵
『サムライスピリッツシリーズ』からの登場人物。詳細は真鏡名ミナを参照。
運命のくノ一 かすみ
『デッド オア アライブ シリーズ』からの登場人物。詳細はかすみを参照。
密林の守護者 チャムチャム
声 - 喜多村英梨
『サムライスピリッツシリーズ』からの登場人物。詳細はチャムチャムを参照。
格闘令嬢 リリ
声 - 佐藤利奈
『鉄拳シリーズ』からの登場人物。詳細は鉄拳の登場人物を参照。
赤銅の人形遣い カーチャ
声 - 平野綾
『聖痕のクェイサー』からの登場人物。
一年A組委員長 服部絢子
声 - 日笠陽子
『いちばんうしろの大魔王』からの登場人物。
覚醒せし剣姫　柳生十兵衛
声 - 悠木碧
『百花繚乱 SAMURAI GIRLS』からの登場人物。
絡みつく孤高の刃 アイヴィー
声 - 冬馬由美
『ソウルキャリバー』シリーズからの登場人物。詳細はソウルキャリバーの登場人物を参照。
剣姫軍師　真田幸村
『百花繚乱 SAMURAI GIRLS』からの登場人物。
蒼の継承者 ノエル＝ヴァーミリオン
声 - 近藤佳奈子
『BLAZBLUE』シリーズからの登場人物。
神速の封刃 タキ
『ソウルキャリバー』シリーズからの登場人物。詳細はソウルキャリバーの登場人物を参照。
蜀の武神　関羽
『恋姫無双』シリーズからの登場人物。詳細は恋姫†無双シリーズの登場人物を参照。
運命に翻弄される娘 ピュラ
『ソウルキャリバー』シリーズからの登場人物。詳細はソウルキャリバーの登場人物を参照。
美少女雀士 スーチーパイ
『アイドル雀士スーチーパイ』シリーズからの登場人物。

## 小説
2009年3月よりメガミ文庫でアリスを主人公にした小説化作品が刊行されている。著者は沖田英次。

### オリジナルキャラクター
罠に触れぬ者 ドロシー
アリスのライバルのトレジャーハンター。

### 刊行データ（小説）
- クイーンズゲイト1 門を開く者　2009年4月02日発売　ISBN 978-4059035329
- クイーンズゲイト2 時を超える者　2009年5月28日発売　ISBN 978-4059035343
- クイーンズゲイト3 門を守る者　2009年7月30日発売　ISBN 978-4059035350

## ゲーム
『クイーンズゲイト スパイラルカオス』は2011年7月28日にバンダイナムコゲームスより発売されたシミュレーションRPG。『クイーンズブレイド スパイラルカオス』の続編に当たり、前作のキャラクターに加え原作からはかすみ・幸村を除くアリスからノエルまでのキャラクターが登場する。尚、前作では戦闘に参加しなかった美闘士達は本作で初めて参加する。

### ゲストキャラクター
ペインキラー 琴音ちゃん
イラストレーター - 井上純弌
声 - 小島めぐみ
『ペインキラー 琴音ちゃん』からの登場人物。
愛の戦士 ワンダーモモ
イラストレーター - ぽよよん♥ろっく
声 - 桃井はるこ
『ワンダーモモ』からの登場人物。

### オリジナルキャラクター

#### 主人公
マジカルパティシエ まろん=まかろん
キャラクターデザイン - ぽよよん♥ろっく
声 - 中原麻衣
キュート・アリスと並ぶ本作のメインヒロイン的存在。

#### 敵
うさぎんアイドル ルーナ
キャラクターデザイン - 石田敦子
声 - 藤田咲
グラビティガンナー アイネ
キャラクターデザイン - 後藤圭二
声 - 金元寿子
戦場の死神 ヒュミナ
キャラクターデザイン - 古賀誠
声 - 水原薫
ニャンダフルパティシエ アリュッタ=カトゥス
キャラクターデザイン - ぽよよん♥ろっく
声 - 下田麻美
暗黒の覇者 ヴァイス
キャラクターデザイン - ？
声 - 釘宮理恵
最後のボス。巨大な機械仕掛けの竜の様な姿だが、実は・・。

#### ギャル型モンスター
オードリィ プラム
キャラクターデザイン - Y人
声 - 松嵜麗
ラブリラ アニー
キャラクターデザイン - 大塚真一郎
声 - 山本彩乃
九尾の狐 天狐
キャラクターデザイン - 古賀誠
声 - たなか久美
剣竜鬼 ステラ
キャラクターデザイン - ムラナコ
声 - 阿久津加菜
照竜鬼 ティノ
キャラクターデザイン - ムラナコ
声 - 青木紀子
フェアリー シャルロット
キャラクターデザイン - 後藤圭二
声 - 五十嵐裕美

### 主題歌
オープニングテーマ「Mischievous of Alice」
作詞 - YUI / 作曲・編曲 - 橘尭葉 / 歌 - 妖精帝國
エンディングテーマ「emergence」
作詞 - YUI / 作曲・編曲 - 橘尭葉 / 歌 - 妖精帝國